# Neoneli
Neoneli é uma comuna italiana da região da Sardenha, província de Oristano, com cerca de 791 habitantes. Estende-se por uma área de 47 km², tendo uma densidade populacional de 17 hab/km². Faz fronteira com Ardauli, Austis (NU), Nughedu Santa Vittoria, Ortueri (NU), Sorgono (NU), Ula Tirso.